# Chaetobranchini
Chaetobranchini – plemię ryb pielęgnicowatych z podrodziny Cichlinae.
Do plemienia należą 2 rodzaje:
- Chaetobranchus Heckel, 1840
- Chaetobranchopsis Steindachner, 1875

Typem nomenklatorycznym jest Chaetobranchus. Chaetobranchini jest taksonem siostrzanym dla Geophagini.